# Peter V. Kunz
Peter Viktor Kunz (* 1. Februar 1965 in Dulliken; heimatberechtigt in Rothrist) ist ein Schweizer Wirtschaftsrechtler, Hochschullehrer und ehemaliger Politiker. Seit dem 1. April 2025 ist er Präsident des Schweizer Tierschutzes (STS).

## Leben
Peter V. Kunz studierte von 1984 bis 1991 Rechtswissenschaft an der Universität Bern. Parallel zum Studium arbeitete er als Journalist beim Vaterland und bei den Solothurner Nachrichten. 1991 erlangte er das Fürsprecherpatent des Kantons Bern. 1993 promovierte er mit der Dissertation «Rechtsnatur und Einredenordnung der aktienrechtlichen Verantwortlichkeitsklage». 1995/96 absolvierte er ein Studium am Georgetown University Law Center (G.U.L.C.) in Washington, D.C., das er mit dem LL.M. abschloss. 2001 wurde er mit einer Schrift zum Thema «Minderheitenschutz im schweizerischen Aktienrecht» an der Universität Bern habilitiert und mit der Venia docendi für Privatrecht und Wirtschaftsrecht ausgestattet. Seit 2005 ist er ordentlicher Professor für Wirtschaftsrecht sowie für Rechtsvergleichung der Universität Bern. Seine Forschungsschwerpunkte sind Wirtschaftsrecht (z. B. Aktien- und Bankrecht), Tierrecht und Rechtsvergleichung. Von 2015 bis 2020 war er Dekan der Rechtswissenschaftlichen Fakultät.
Kunz war von 1989 bis 1997 Friedensrichter und als Mitglied der FDP im Gemeinderat von Dulliken und von 1993 bis 1997 Solothurner Kantonsrat. Inzwischen ist er aus der FDP ausgetreten.
Kunz schreibt für die Zeitung az Nordwestschweiz eine Kolumne. Nachdem 2023 sein Grundlagenwerk über das Schweizer Tierrecht erschienen war, wurde er im Januar 2024 in den Zentralvorstand des Schweizer Tierschutz gewählt, den er seit dem 1. April 2025 präsidiert.
Kunz wurde in Zusammenhang mit der Rettung der Credit Suisse international bekannt. Medien wie ARD, ORF, Bloomberg, The Wall Street Journal berichteten über seine Ablehnung des Einsatzes von Notrecht durch die Schweizer Regierung, was er eine «Enteignung ohne Rechtsgrundlage» nannte.
Kunz ist verheiratet und lebt in Greifensee.

## Schriften (Auswahl)
- Rechtsnatur und Einredenordnung der aktienrechtlichen Verantwortlichkeitsklage. Darstellung der Rechtslage unter bisherigem und revidiertem Aktienrecht (= Berner Beiträge zum Steuer- und Wirtschaftsrecht. Heft 7). Stämpfli, Bern 1993, ISBN 3-7272-2007-4 (= Dissertation, Universität Bern, 1993).
- Die Klagen im Schweizer Aktienrecht (= Schriften zum neuen Aktienrecht. 12). Schulthess, Zürich 1997, ISBN 3-7255-3640-6.
- Der Minderheitenschutz im schweizerischen Aktienrecht. Eine gesellschaftsrechtliche Studie zum aktuellen Rechtszustand verbunden mit Rückblick und mit Vorausschau sowie mit rechtsvergleichenden Hinweisen. Stämpfli, Bern 2001, ISBN 3-7272-9408-6 (= Habilitationsschrift, Universität Bern, 2001).
- Rundflug über’s schweizerische Gesellschaftsrecht. Stämpfli, Bern 2011, ISBN 978-3-7272-1752-4.
- Finanzmarktregulierung. Helbing Lichtenhahn, Basel 2016, ISBN 978-3-7190-3880-9.
- Grundlagen zum Konzernrecht in der Schweiz. Stämpfli, Bern 2016, ISBN 978-3-7272-8493-9.
- Tierrecht der Schweiz. Helbing Lichtenhahn, Basel 2023, ISBN 978-3-7190-4649-1.

## Auszeichnungen und Stipendien
- 1995: Stipendium des Schweizerischen Nationalfonds
- 1995: Stipendium der Forschungskommission der Universität Bern
- 1995: Professor Walther Hug Preis (Dissertationspreis)
- 2010: Prix Wartenfels[1]